# Angela Similea
Angela Similea (1 Decembrie, 9 luglio 1946) è una cantante e attrice rumena.

## Biografia
È una pop star romena famosa per la musica pop negli anni '80.
Inizia la sua carriera musicale nel 1970 quando partecipa alla terza edizione del Festival Cerbul de aur con la canzone "După noapte vine zi" (una cover di Margareta Pâslaru) e "Marea cântă". L'anno seguente, lancia l'EP Angela Similea con la casa discografica Electrecord.
Ottiene il secondo posto al Festival della canzone della Mamaia nel 1995 con la canzone Să mori de dragoste rănită (scritta da Marcel Dragomir con i versi di Angela Similea) e dato il successo che la canzone ebbe in seguito, viene premiata con il Gran Premio del festival l'anno seguente.
È anche attrice, recitò in film fantasy (Rămăsagul, regia di Ion Popescu-Gopo con Iurie Darie, Constantin Fugasin e Radu Gheorghe), commedie (Istorii de inimă neagră  di Andrei Cretulescu e Radu Jude con Olimpia Melinte, Adina Stetcu) e musical (Să mori de dragoste rănită di  Iulia Rugina, con Eugen Matei Lumezianu, Paul Radu).

## Discografia (album)
- Angela Similea (1971)
- Angela Similea - Anii '70 Vol. 1 (1978)
- Angela Similea - Anii '70 Vol. 2 (1978)
- Nufărul alb (1981)
- Corina (1984)
- Balada iubirilor deschise (1986)
- Nu-mi lua iubirea (1987)
- Angela Similea și Marius Țeicu (1988)
- De dragul tău (1989)
- Adio, femei (1991)
- B 03 MAG (1994)
- Îți amintești de mine (1994)
- Un roman de iubire într-un albastru infinit (1998)
- Dacă nu ai prieteni (1998)
- Colinde și cântece de Crăciun (2001)
- Lumea mea (2005)
- Angela Similea - Anii '70 Vol 2 (2007)
- Muzică de colecție vol.30 - Angela Similea (2008)
- Angela Similea - Muzică de colecție (2008)
- Colinde și cântece de Crăciun (2000)
- De dragul tău cu Ovidiu Komornyik (2008)
- Angela Similea - Muzică de colecție (2008)
- Angela Similea - Anii '80 Vol 3 (2009)
- Angela Similea - Anii '80 vol. IV (2011)

## Film
- Rămăsagul (1984)
- Să mori de dragoste rănită  (2014)
- Istorii de inimă neagră(2014)

## Premi e riconoscimenti
- Miglior film rumeno al Transilvania International Film Festival per Să mori de dragoste rănită (2014)